# Acanthocephalus (Plantae)
Acanthocephalus je maleni biljni rod iz porodice glavočika rašren po središnjoj Aziji. Sastoji se od dvije vrste raširene od Irana i Pakistana do Srednje Azije jednogodišnjeg bilja; tipična je A. amplexifolius. Kod obje vrste cvjetne stabljike su uspravne.
Rod je opisan u Bull. Soc. Imp. Naturalistes Moscou 15: 127. 1842.

## Vrste
- Acanthocephalus amplexifolius, Kirgistan, Kazahstan, Tadžikistan i Afganistan
- Acanthocephalus benthamianus,  Iran, Afganistan, Pakistan, Kirgistan, Kazahstan, Tadžikistan